# Stupari-Selo
Stupari-Selo su naseljeno mjesto u sastavu općine Kladanj, Federacija Bosne i Hercegovine, BiH.

## Stanovništvo
| Stupari-Selo       |              |
| godina popisa      | 1991.        |
| Muslimani          | 515 (78,38%) |
| Srbi               | 123 (18,72%) |
| Hrvati             | 2 (0,30%)    |
| Jugoslaveni        | 5 (0,76%)    |
| ostali i nepoznato | 12 (1,82%)   |
| ukupno             | 657          |

Stupari-Selo kao samostalno naseljeno mjesto postoje od popisa 1991. godine. Do tada su se nalazili u sastavu bivšeg naseljenog mjesta Stupari, koje je na popisu 1991. godine ukinuto i podijeljeno na samostalna naselja: Novo Naselje-Stupari, Stupari-Centar i Stupari-Selo.